# Dimitrios Verginis
Dimitrios Verginis (griechisch Δημήτριος Βεργίνης; * 15. Mai 1987 in Thessaloniki, Griechenland) ist ein griechischer Basketballspieler.

## Karriere
Dimitrios Verginis begann seine Karriere in der Jugendmannschaft von Astoria Panor in Thessaloniki, wo er bis 2004 spielte. Nach einer Saison bei Anatolia, wechselte Verginis 2005 zum griechischen Erstligisten PAOK Thessaloniki. Zu Beginn der Saison 2007/2008 wurde Verginis, im Alter von 20 Jahren, jüngster Mannschaftskapitän in der Geschichte des Traditionsvereins, nachdem zuvor Konstantinos Vassiliadis zu Olympiakos Piräus gewechselt war. Im gleichen Jahr nahm Verginis mit PAOK am EuroChallenge Pokal teil und wurde für das All-Star Game berufen. Im Sommer 2008 wechselte er zum griechischen Rekordmeister Panathinaikos Athen, wo er 2009 mit dem griechischen Vereinspokal den ersten Profititel seiner Karriere gewinnen konnte.

## Nationalmannschaft
Verginis durchlief alle Nachwuchsnationalmannschaften Griechenlands und nahm mit diesen an insgesamt vier Europameisterschaften teil.

## Erfolge
- Griechischer Meister: 2009, 2010
- Griechischer Pokalsieger: 2009
- EuroLeague: 2009

## Auszeichnungen
- Teilnahme am EuroChallenge All-Star Game: 2008
- Teilnahme an den U20-Europameisterschaften: 2006
- Teilnahme an den U18-Europameisterschaften: 2004, 2005
- Teilnahme an den U16-Europameisterschaften: 2003